# You've Got a Way
Singles de Shania Twain
Man! I Feel Like a Woman!
(1998) Come on Over
(1999)
You've Got a Way est la 9e extrait de l'album Come on Over de Shania Twain. Le titre est également inclus dans la bande originale du film Coup de foudre à Notting Hill en 1999.

## Succès de la chanson
Aux États-Unis, sur les palmarès country, la chanson débute en 60e position la première semaine de sa sortie, et sera en 13e position le 24 août 1999. Sur les palmarès adulte contemporain, la chanson débute en 28e position la première semaine et sera en 6e position le 11 septembre 1999. Sur les palmarès officiels, la chanson débute en 80e position en août 1999 et sera en 49e position en octobre 1999.

## Vidéoclip
La vidéo a été tournée à Los-Angeles, a été dirigé par Paul Boyd le 2 mai 1999 et sera lancée le 24 mai 1999. Dans cette vidéo, elle marche à côté d'une fontaine et elle est habillée d'une robe en fleurs. À la fin du clip, on révèle l'arrière-scène du clip. Il existe trois versions du clip: la première est la version de l'album, la deuxième est la version du film Notting Hill et la dernière, certains scènes sont entre-coupés pour mettre certains scènes du film. La version du film Notting Hill sans les scènes entre-coupés sera inclus sur le DVD The Platinum Collection.

## Charts mondiaux
| Pays                             | Meilleure Position |
| -------------------------------- | ------------------ |
| Australie                        | 28                 |
| Canada                           | 17                 |
| Nouvelle-Zélande                 | 17                 |
| États-Unis Billboard Hot 100     | 49                 |
| États-Unis Billboard Pop 100     | 13                 |
| États-Unis Billboard Hot Country | 6                  |